# John O'Mahony

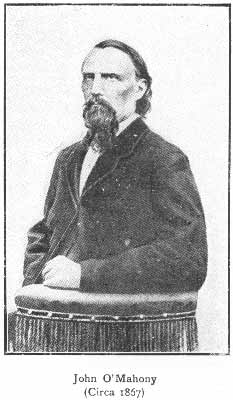
John O'Mahony, cap al 1867

John O'Mahony (Kilbeheny, Comtat de Cork, Irlanda, 1816 - Nova York. 1877) fou un dels fundadors de la Germandat Feniana el 1858. El seu pare i el seu oncle havien estat membres dels Irlandesos Units, i havien pres part en la Rebel·lió irlandesa de 1798.
Va ignorar el ban decretat per l'Església Catòlica Romana i es va matricular al Trinity College de Dublín, on va estudiar sànscrit, hebreu i gaèlic irlandès.
El va unir al moviment de Daniel O'Connell de rebuig a l'Acta d'Unió de 1800, però ràpidament se'n desencantà en no veure progressos. Aleshores es va unir al moviment de la Jove Irlanda i va prendre part en la revolta fallida de 1848. Després va abandonar Irlanda cap a França, i d'allí als Estats Units el 1854.
El 1858 va ajudar a fundar la branca americana de la Germandat Republicana Irlandesa (IRB), inicialment coneguda com a Germandat Feniana. A causa de la seva popularitat entre els irlandesos americans va obtenir el grau de coronel del 69è Regiment irlandès de l'exèrcit de la Unió, amb el qual va lluitar a la Guerra civil dels Estats Units. Va ajudar a organitzar el primer dels atacs fenians a l'aleshores colònia britànica del Canadà el 1866 i l'aixecament fenià de 1867 a Irlanda. Va morir el 1877 i fou enterrat al cementiri de Glasnevin de Dublín.